# 생물무기
생물무기(生物武器, biological weapon; biological agent)는 바이오테러리즘 또는 생물전에 사용되는 박테리아, 바이러스, 곰팡이 등이다. 오늘날까지 1,200종 이상의 생물무기 또는 잠재적 생물무기가 발견 및 연구되고 있다. 그러나 이 생물무기는 전쟁과는 아무 상관없이 민간인을 대량살상하는 단점을 가지고 있다.
미생물은 거의 모든 자연환경에서 발견된다. 이들 대부분은 인간에게 해가 없으며, 반대로 인간에게 이로운 역할을 하는 경우도 많다. 예를 들면 항생제를 만들고, 원유를 분해하여 오염된 해양을 정화하기도 하며, 우리가 호흡하는 산소의 거의 절반을 생산하기도 한다. 하지만 유해 미생물 예를 들면 세균, 바이러스라고 알려진 감염성 단백질 등에 면역력이 없는 상태에서 노출되면 감염병이 발생한다. 이들 유해 미생물을 통틀어 안전보건법규에서는 생물학적 요인(biological agent)이라고 부른다. 인간은 미생물에 감염되거나, 미생물이 생성한 독소에 노출되거나, 미생물이 생성한 물질에 대한 알레르기 반응으로 인해 위해를 입을 수 있다.

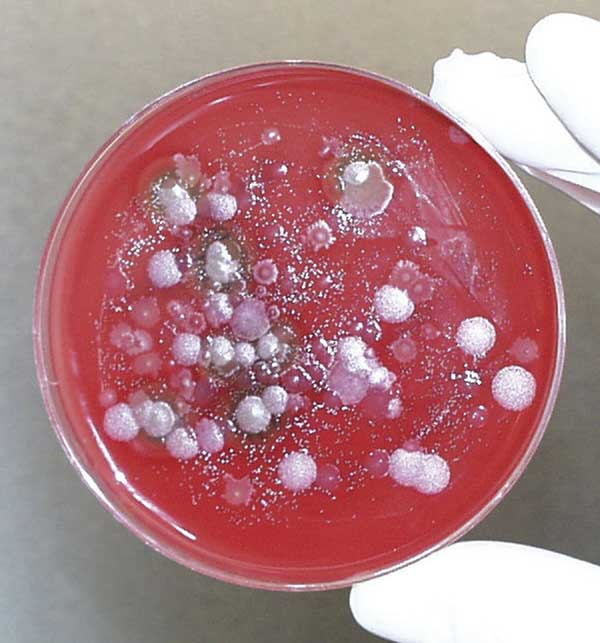
탄저의 병원체인 탄저균 배양기.

## 빈자의 핵무기
생물무기, 화학무기, 더티밤 등은 매우 싼 값의 개발비와 대량생산비로 대량학살을 할 수 있어서, 빈자의 핵무기(poor man's nuclear weapon)라고 불린다.

## 실제로 이용된(또는 이용 계획이 있던) 생물학 병기
- 인플루엔자 : 조류 인플루엔자(H5N1)등이 연구되고 있다. 모사드에 의하면 북한이 액체 형태로 안들키고 운반 가능하게 만들고 있다고 한다.
- 마버그열
- 에볼라
- 제향군인병균
- 탄저균
- 페스트
- 한타바이러스
- 보툴리누스 균
- 황우
- S.T.X
- 베네수엘라 말 뇌염
- 천연두 : 북한에서 비공식적으로 보유하고 있다고 한다.

## 실제 군용으로 개발된 생물학 병기
- M33 집속탄 : 돼지 브루셀라 병균을 담은 M114 자탄을 108개나 탑재한 집속탄이다. 각 자탄에 320ml의 균을 담고 있다.
- M115 대-작물 폭탄 : 바로 위의 풍선폭탄도 동종의 균을 이용하는 폭탄. 500파운드 폭탄으로 살포 과정에 깃털을 이용해 멀리 퍼뜨려 대략 130 제곱킬로미터에 피해를 입힐 것으로 계산됐다.
- M143 자탄 : 어네스트 존이라는 로켓에 장착될 예정이던 자탄이다. 15000m에서 전개되면 60제곱마일을 오염시킬 수 있다. 최대로 균을 넣으면 무게 0.34kg의 약 190 밀리리터의 탄저균 포자 즉, 6x10^12개 정도를 넣을 수 있으며 3억명을 죽일 수 있는 양이다. 다만 실제로는 퍼져나가는 범위가 한정되어있으므로 살상되는 수는 그보다는 적을듯하다. 땅에 착탄되면 500g 정도의 폭약이 균을 퍼뜨린다. 사실 500g의 폭약 자체도 무시하지 못할정도의 양이다.
- E14 자탄 : E86에 탑재되는 자탄. 작물에 피해를 입히는 균을 탑재한다. 300~610m 고도에서 균을 살포한다.
- E23 자탄 : E77에 탑재된다. 1000~2000 피트 고도에서 전개되며, 200,000마리의 쥐벼룩을 살포한다.
- E48 자탄 : E96 집속탄에 사용되는 자탄으로 개당 2kg정도의 무게에 에어로졸 상태의 돼지 브루셀라와 탄저균, 보툴리누스를 사용한다.
- E61 자탄 : E133에 들어가는 자탄. 에어로졸 상태의 병균, 특히 탄저균을 사용한다.
- E77 풍선폭탄 : 해당 항목의 폭탄에서 모티브를 얻어서 만들어졌다. 이건 특이하게 작물의 성장을 막는 병(Wheat stem rust)를 유발하기 위한 생물 병기이다.
- E86 집속탄 : 미국의 개발하던 생물 병기 탑재 집속탄이다. 무려 5000개가 양산될 예정이었으나 프로젝트가 취소되었다. 약 750파운드의 중량이며 B-47]이나 B-52의 외부에 장착해 투하되는 형태였다. E14 자탄을 사용한다.
- E95 자탄
- E96 집속탄 : 500파운드급 집속탄으로 E48 자탄을 104개 장착한다.
- E99 자탄
- E120 자탄 : 야토병을 사용할 예정이었던 생물 병기 자탄이다. 대략 100그램의 생물학 병기 액체를 탑재한다.
- E133 : 750파운드급 확산탄이다. E61을 536~544개 장착한다.
- Flettner rotor bomblet : 마그누스 효과를 이용한 자탄으로 광역 살포가 가능했다. 양산되진 않았다. 미사일이나 폭탄, 아주 살포장치에 넣을 수도 있었으며, B-52 1대에 탑재하면 20,000 제곱 킬로미터의 면적에 균을 살포할 수 있다고 한다. 살포에 실패하면 3일 후 자폭하는 신관이 있다.
- SUU-24/A 살포장치